# Synagogue d'Amiens
La synagogue d'Amiens est un édifice religieux israélite situé à Amiens dans le département de la Somme. La synagogue actuelle succède à deux édifices antérieurs.

## Historique

### Création de la synagogue en 1935
C'est en 1933 qu'est créé l'Association cultuelle israélite de la Somme affilié au Consistoire central israélite de France. Son premier président est Léon Louria, entrepreneur en confection à Amiens.
Une première synagogue est fondée à Amiens en 1935 par la Communauté israélite, dans un immeuble situé rue du Cloître-de-la-Barge non loin de la cathédrale et du Palais de Justice. Elle est inaugurée le 3 novembre 1935 en présence de Jean Moulin, alors secrétaire général de la préfecture de la Somme.

### La synagogue pendant la Seconde Guerre mondiale
Pendant la Seconde Guerre mondiale, la synagogue d'Amiens est aryanisée et promise à la vente. Occupée par des collaborationnistes, sous l'Occupation, la synagogue est rendue au culte à la Libération, les rouleaux de la Torah ayant été sauvegardés par des membres de la communauté amiénoise.
Le 4 janvier 1944, à l'initiative des Allemands, une rafle est organisée et aboutit à l'arrestation de 21 juifs amiénois, rejoints par d'autres juifs du département. D'abord détenus au  camp de Drancy, la plupart sont déportés à Auschwitz-Birkenau par le convoi no 66. De ce convoi, il n'y a qu'une seule survivante amiénoise à la fin du conflit : il s'agit de Renée Louria, qui relate son terrible destin dans le Courrier picard en mai 1945.
Après la guerre, la communauté se reconstitua malgré la disparition de son président Léon Louria à Auschwitz-Birkenau.

### Cérémonie du souvenir
Le 2 décembre 1951, le Souvenir français organise à la Synagogue d’Amiens, une cérémonie à la mémoire des morts de la Communauté israélite. Le rabbin Paul Bauer, de Paris, prononce une allocution, unissant dans une même pensée tous les morts des dernières guerres, sans distinction d’idéologie politique, philosophique et religieuse. L’office est célébré par Henri Kahn, premier ministre officiant du Temple Victoire (Grande synagogue de Paris). Toutes les personnalités d’Amiens entourent Simon Lehr et Lucien Aaron, président et président d’honneur de l’Association cultuelle israélite d’Amiens.

### Les déménagements de la synagogue
En 1968, la synagogue d'Amiens doit déménager car l'îlot où elle était installée fait l'objet d'une opération immobilière imposant sa démolition. Une nouvelle synagogue ouvre ses portes en 1969 au Port d'Amont, à proximité du carrefour du pont Beauvillé, dans un ancien garage réaménagé pour les besoins du culte.
A son tour frappée par la réalisation d'une opération immobilière prévue en 2004, la synagogue du Port d'Amont est en sursis. Une nouvelle synagogue est édifiée à quelques mètres de la précédente promise à la démolition. Elle est inaugurée le 22 octobre 2017, en présence d'Haïm Korsia, grand rabbin de France, de personnalités religieuses israélites lilloise et parisiennes et de responsables politiques amiénois.

## Caractéristiques
La synagogue d'Amiens est l’œuvre de Paul Chemetov. Elle est construite selon un plan parallélépipédique. La façade donnant sur le Port d'Amont, en brique est d'une grande sobriété, aveugle, elle n'est décorée que par une Menorah (chandelier à sept branches), symbole de la religion juive. La façade latérale possède une ouverture garnie de moucharabiehs rappelant l'étoile de David. Une porte latérale, surmontée par une reproduction des Tables de la Loi, permet d'entrer dans l'édifice qui abrite, au rez de chaussée, le sanctuaire où se déroule le culte. Sur le mur sud une plaque commémorative provenant de l'ancienne synagogue, a été apposée. Sur cette plaque les noms des victimes amiénoises de la Shoah ont été inscrits. A l'étage se trouve une salle de réunion et des chambres.

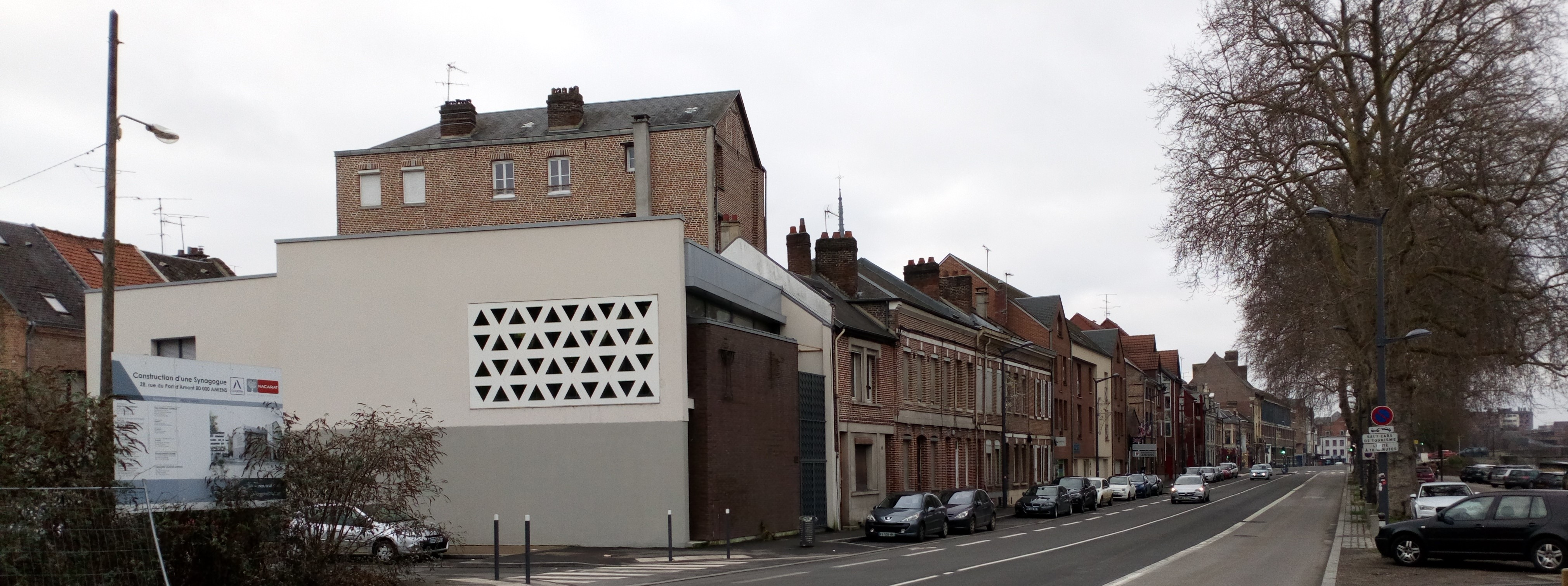
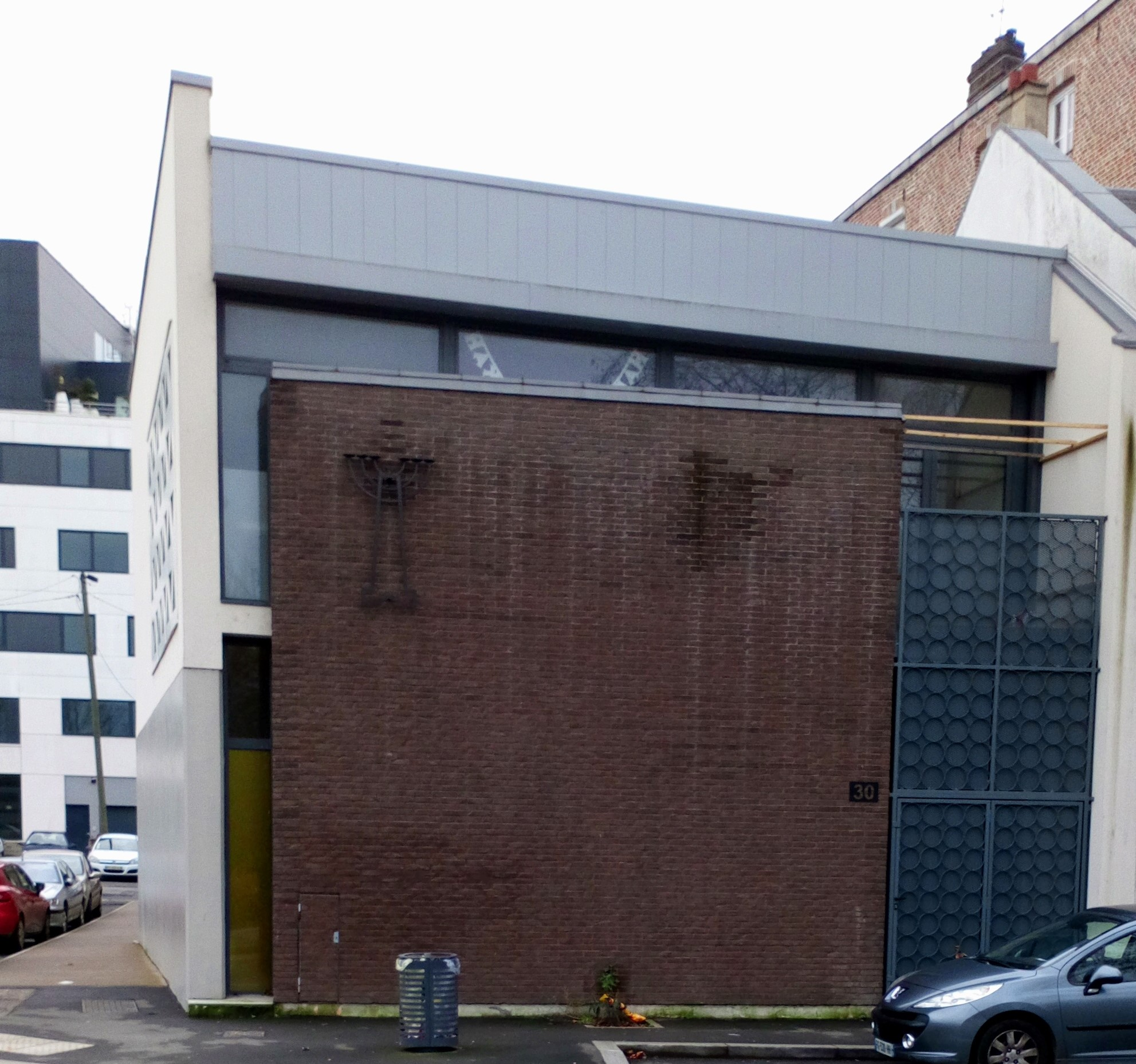
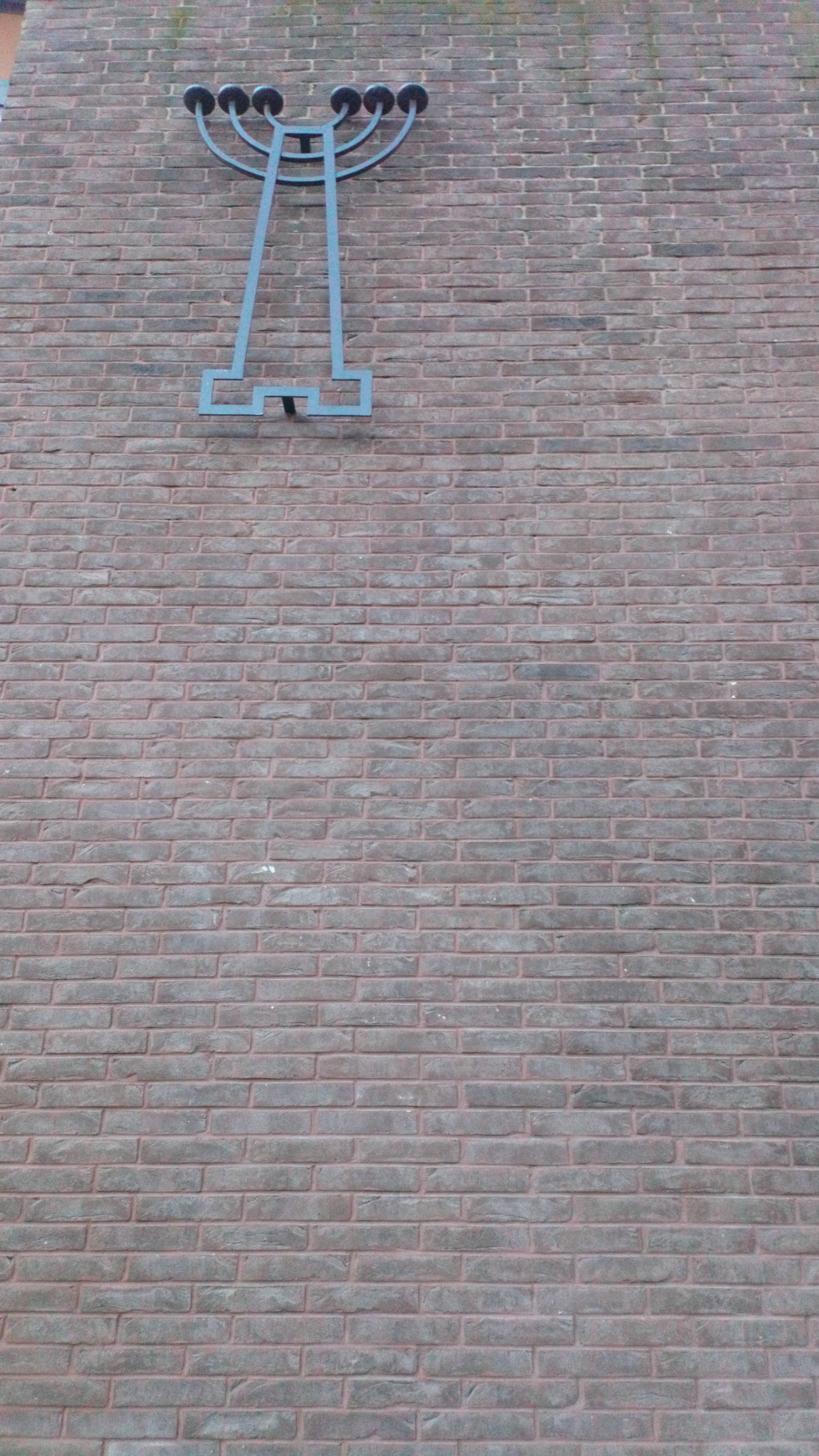